# 연산향교
연산향교(連山鄕校)는 대한민국 충청남도 논산시 연산면에 있는 향교이다. 1997년 12월 23일 충청남도 기념물 제119호로 지정되었다.

## 개요
향교는 공자와 여러 성현께 제사를 지내고 지방민의 교육과 교화를 위해 나라에서 세운 교육기관이다.
연산향교는 조선 태조 7년(1398)에 처음 지었으며, 그 뒤 여러 차례 보수하여 지금의 모습을 갖추었다.
지금 남아 있는 건물로는 제사지내는 공간으로 대성전을 비롯하여 동무·서무가 있고, 교육 공간으로 강당인 명륜당과 학생들의 기숙사였던 동재·서재가 있다. 또한 출입구로 홍살문과 내삼문·외삼문이 남아 있다.
대성전 안쪽에는 공자를 중심으로 안자·증자·자사·맹자 등 5성의 위패를 모식도 있고, 동무와 서무에는 중국과 한국 성현들의 위패를 모시고 있다.
조선시대에는 나라에서 토지와 노비·책 등을 지원받아 학생들을 가르쳤으나, 지금은 교육 기능은 없어지고 제사 기능만 남아 있다.

## 현지 안내문
향교는 조선시대 관립 교육기관으로 각 고을마다 세워져 교육과 교화를 담당하던 곳이다. 연산향교는 신증동국여지승람 연산현 '학교'조에 의하면 태종 연간에 현감 박곤에 의하여 세워졌다. 창건이후 지방 교육의 활성화와 인재 양성, 성인의 제향이라는 기능을 담당하였다. 특히 대성전에 배향되어 있는 사계 김장생과 신독재 김집이 이곳 연산향교에서 학문을 연구하고 후학을 가르쳤다는 것은 호서지방 서인 사림계의 학통과 관련하여 의미가 있다고 할 수 있다. 향교는 마을 뒤편에 구릉을 등지고 위치하고 있다. 건물배치를 보면 회삼문, 유생들이 기숙하던 곳인 동·서 양재, 유생들이 공부하던 곳인 명륜당, 내삼문, 사우인 대성전이 있는데, 대성전에는 공자를 비롯한 안자·증자·자사·맹자 등 5성과 그 외에 중국과 우리나라 성현들의 위패를 모시고 봄·가을에 제향을 지내고 있다. 이밖에 전교실, 수직사, 문묘정 등의 건물이 있다.

## 같이 보기
- 향교

## 참고 자료
- 연산향교 - 국가유산청 국가유산포털